# Mae Sot
Mae Sot (Thai: แม่สอด) is een stad in westelijk Thailand in de provincie Tak. Het ligt aan het westen aan de grens met Myanmar. De stad ligt 87 kilometer verwijderd van de stad Tak en 492 kilometer van Bangkok. Er is een brug tussen Mae Sot en de stad Myawaddy aan de Myanmarese zijde van de grens. Hierdoor is de stad een belangrijk handelsknooppunt. Tegelijkertijd spelen hierdoor mensen- en drugshandel een grote rol.
Een groot deel van de bevolking van Mae Sot bestaat uit (illegale) Myanmarese migranten en vluchtelingen.

## Geschiedenis
Tot 1937 was Mae Sot een klein dorp waar in dat jaar rond de 12.000 mensen woonden. Het had een eigen lokaal bestuur. Op 30 september 1939 werd de gemeente Mae Sot ingesteld, waar vanaf dan in totaal 27 dorpen onder vielen. Vanaf 2010 mag Mae Sot zich officieel een stad noemen. Er woonden toen ongeveer 36.000 geregistreerde inwoners, met nog vele duizenden ongedocumenteerde migranten. De schattingen over de hoeveelheid vluchtelingen lopen fors uiteen.
In 1997 werd de Thai-Myanmar Friendship Bridge geopend, waardoor er legaal verkeer mogelijk werd tussen de twee landen. Dit heeft bijgedragen aan de groei van Mae Sot. In de stad zijn ook vele NGO's actief, die zich vooral richten op de situatie van de Myanmarese migranten. Dit heeft ertoe geleid dat er ook een substantiële populatie buitenlanders aanwezig is. De laatste jaren is de stad gemoderniseerd door onder andere het openen van een groot winkelcentrum met supermarkten en bioscopen.

## Economie
De economie van Mae Sot bestaat vooral uit de handel met Myanmar. Dit gebeurt voornamelijk via de Thai-Myanmar Friendship Bridge. De brug is zeven dagen per week geopend en er staan dagelijks files. Aan de Thaise zijde van de grens is een grote Myanmarese markt, genaamd de Rim Moei-markt. De voornaamste producten die hier verhandeld worden zijn edelstenen en producten van teak. Verder zijn er in de grensregio veel illegale Myanmarese migranten aan het werk in allerlei soorten fabrieken.
Mae Sot wordt ook geplaagd door een levendige zwarte handel in allerlei soorten producten en ook mensenhandel. Voor enkele Thaise Baht wordt het aangeboden om illegaal de rivier tussen Myanmar en Thailand over te steken. Via deze route worden ook allerhande producten, soms zo groot als auto's naar weerszijde van de grens verscheept. 
Casino's zijn illegaal in Thailand; dit heeft ertoe geleid dat aan de andere kant van de rivier door Thaise ondernemers meerdere casino's gebouwd zijn. Toeristen en Thai kunnen gratis de illegale oversteek maken naar deze casino's net over de grens in Myanmar.

## Gezondheidszorg

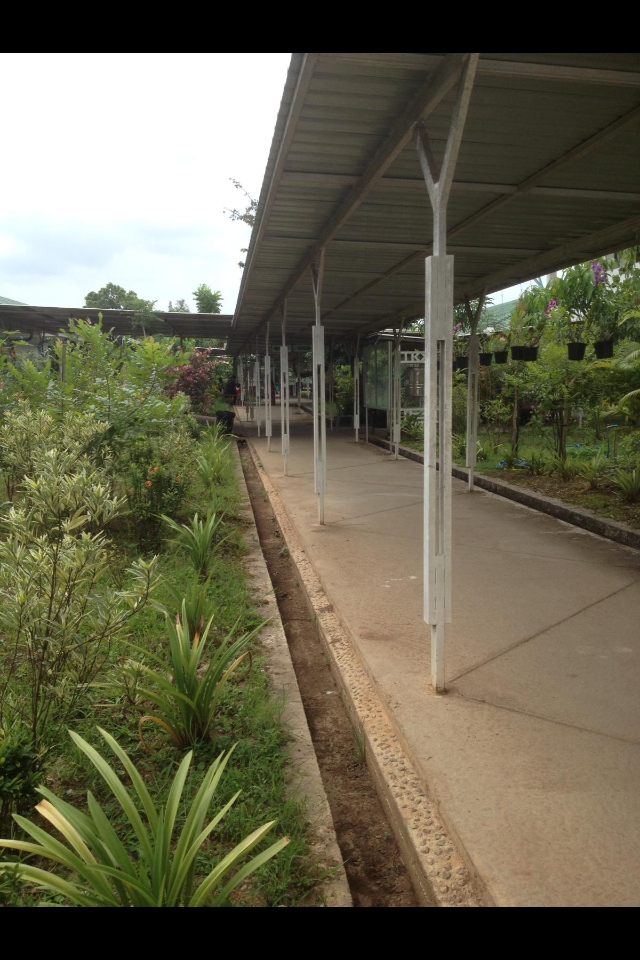
Het centrale pad van de Mae Tao Clinic

In de stad staat het Mae Sot Hospital, een groot algemeen ziekenhuis. Van dit ziekenhuis maken de meeste Thai gebruik. Verder zijn er ook meerdere kleine privéklinieken te vinden in de stad. 

### Mae Tao Clinic
Voor de illegale migranten en vluchtelingen in de stad is het vanwege geldgebrek meestal niet mogelijk om gebruik te maken van deze voorzieningen. Zij zijn grotendeels aangewezen op de gratis diensten van de Mae Tao Clinic, een kliniek die 30 jaar geleden is opgericht door dr. Cynthia, een Myanmarese die zelf ook het land was ontvlucht. In deze kliniek wordt basiszorg verleend voor de grote groep ongedocumenteerden in de stad. De kliniek wordt niet erkend door de Thaise overheid en draait volledig op donaties. Hierdoor wordt de kliniek geteisterd door financiële problemen. De kliniek wordt ook gerund door Myanmarese migranten die in de kliniek een medische training hebben gevolgd.

## Infrastructuur
De stad Mae Sot is vanuit andere delen van Thailand goed te bereiken via publieke snelwegen. Er is één grote weg die vanaf de Friendship Bridge naar de stad leidt. Mae Sot heeft verder een eigen vliegveld vlak buiten de stad waarvandaan Nok Air vluchten verzorgt naar Yangon in Myanmar en Bangkok. Tot slot is er een groot busstation waarvandaan bussen vertrekken richting andere grote steden in Thailand, waaronder Chiang Mai en Bangkok. Er zijn ook toeristische busmaatschappijen die (nacht)ritten naar deze steden aanbieden. In tegenstelling tot veel andere Thaise plaatsen, zijn er in Mae Sot nauwelijks tuktuks te vinden. De meerderheid van de inwoners verplaatst zichzelf met scooters.

## Bezienswaardigheden
Vanwege de ligging vlak bij de grens in een bergachtig gebied is Mae Sot een geschikte locatie voor toeristen om enkele dagen door te brengen, hoewel de stad nu nog nauwelijks toeristisch is. Wel is er een speciaal politiebureau voor toeristen te vinden en zijn er meerdere kleine toerbedrijfjes die vooral natuurtochten in de omgeving aanbieden.
- Meerdere Boeddhistische tempels zijn te vinden verspreid door de stad. De grootste zijn gelegen aan de hoofdstraat, Intharakiri road.
- Op 4-5 kilometer buiten de stad vindt men de Thai-Myanmar Friendship Bridge. Via deze brug is de Myanmarese stad Myawaddy te bereiken. Buitenlandse toeristen kunnen voor een prijs van 500 Baht een dag visumloos de stad betreden, moeten hierbij hun paspoort achterlaten bij de controlepost en moeten op tijd terug zijn, aangezien de brug aan het eind van de middag sluit. Vanaf de brug is er een goed uitzicht op de Moei-rivier, waar illegale handel tussen beide kanten van de grens welig tiert.
- Direct rechts naast de brug is de Rim Moei-markt gelegen. Deze markt bestaat uit vele tientallen kraampjes van voornamelijke Myanmarese ondernemers en is dagelijks geopend. Onder andere edelstenen en teakhouten producten zijn populair op deze markt.
- Halverwege de hoofdweg naar de grens vindt men een verlaten hotel. De bouw van dit hotel is wegens financiële problemen nooit voltooid. Vandaag de dag is het betonnen karkas van het hotel openlijk toegankelijk. Van deze locatie wordt hartelijk gebruik gemaakt door plaatselijke kunstenaars, die de muren van het hotel met uiteenlopende kunstwerken hebben beschilderd en bespoten. Op het dak is de zonsondergang te bekijken. Men moet voorzichtig zijn bij het bezoeken van het hotel, aangezien de liftschachten volledig open zijn en ook niet alle balkons afgemaakt zijn waardoor een onoplettende bezoeker te pletter kan vallen.
- In Mae Sot zelf zijn ook meerdere markten. Aan Intharakiri Road naast het centrale politiebureau vindt iedere zaterdagavond een levendige Myanmarese markt plaats, met livemuziek en optredens. Aan de andere grote straat, Prasatwithi Road, is dagelijks een grote etensmarkt te vinden. Iets richting het oosten van deze markt is iedere dag een avondmarkt vol Thaise en Myanmarese specialiteiten.
- Vlak buiten Mae Sot is veel natuur te vinden, zoals hotsprings, watervallen en een grot. Deze zijn allemaal te vinden rondom het dorp Maekasa, op zo'n 15 kilometer afstand van Mae Sot. Vanaf de snelweg in Mae Sot zijn deze attracties goed aangegeven op Engelstalige borden.

## Fotoimpressie

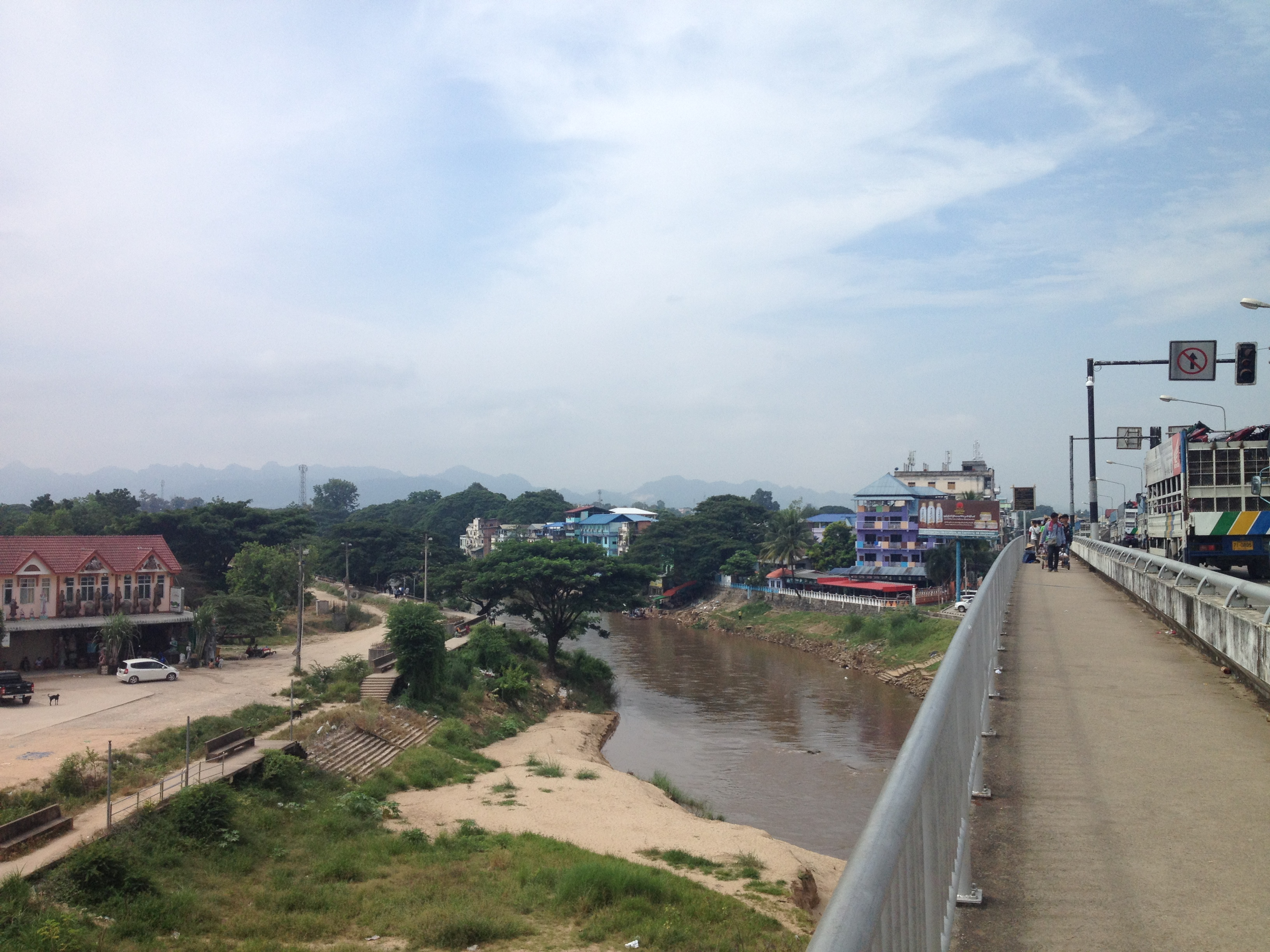
Friendship Bridge vanaf de Thaise zijde
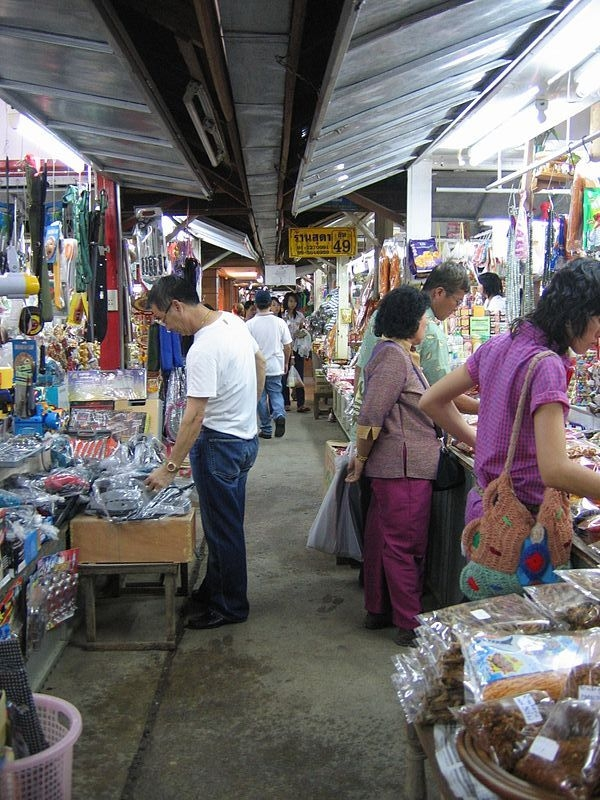
Rim Moei-markt aan de grens met Myanmar
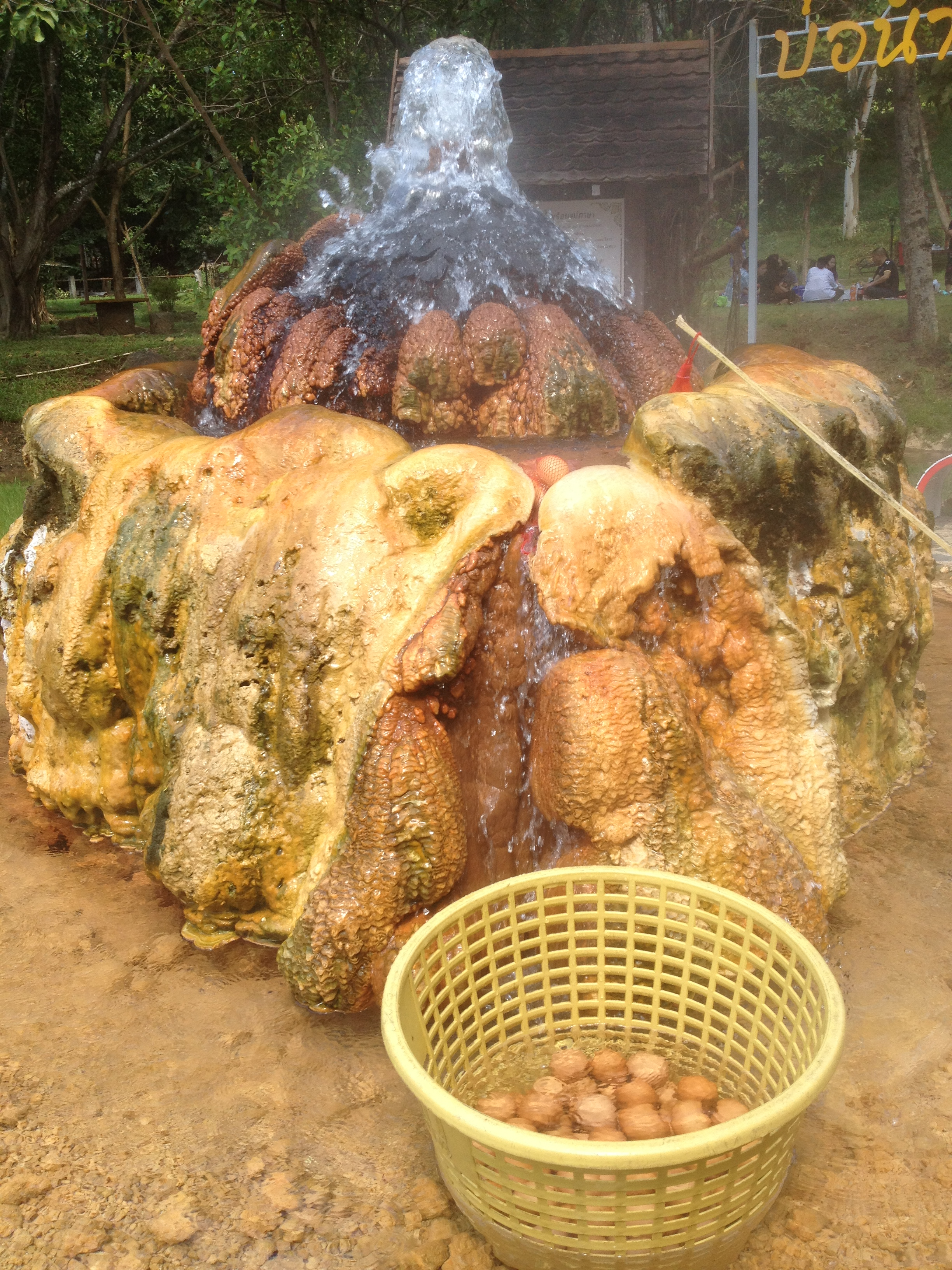
Kokende hotspring in Maekasa, vlak bij Mae Sot
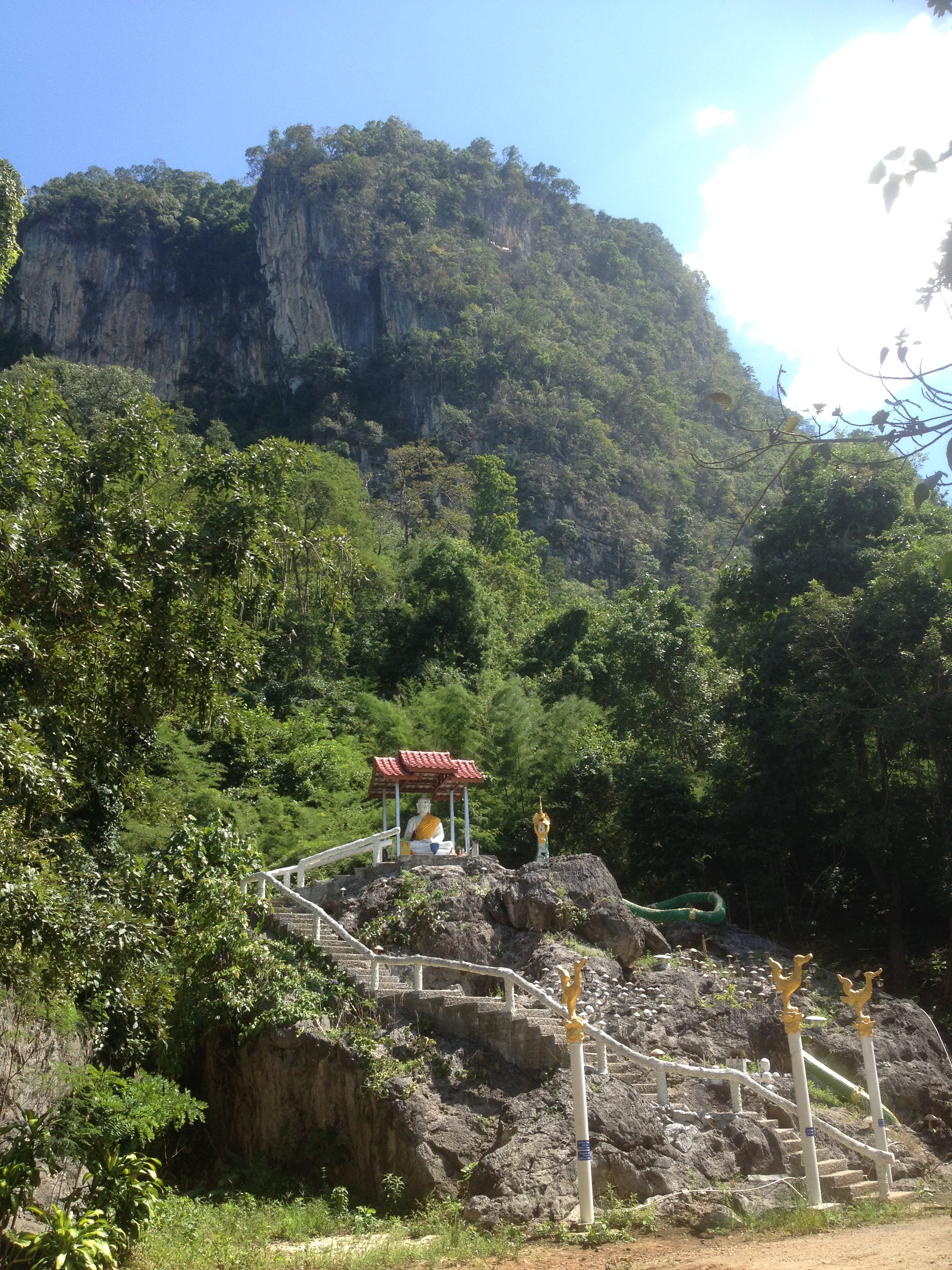
Bergen rondom Mae Sot
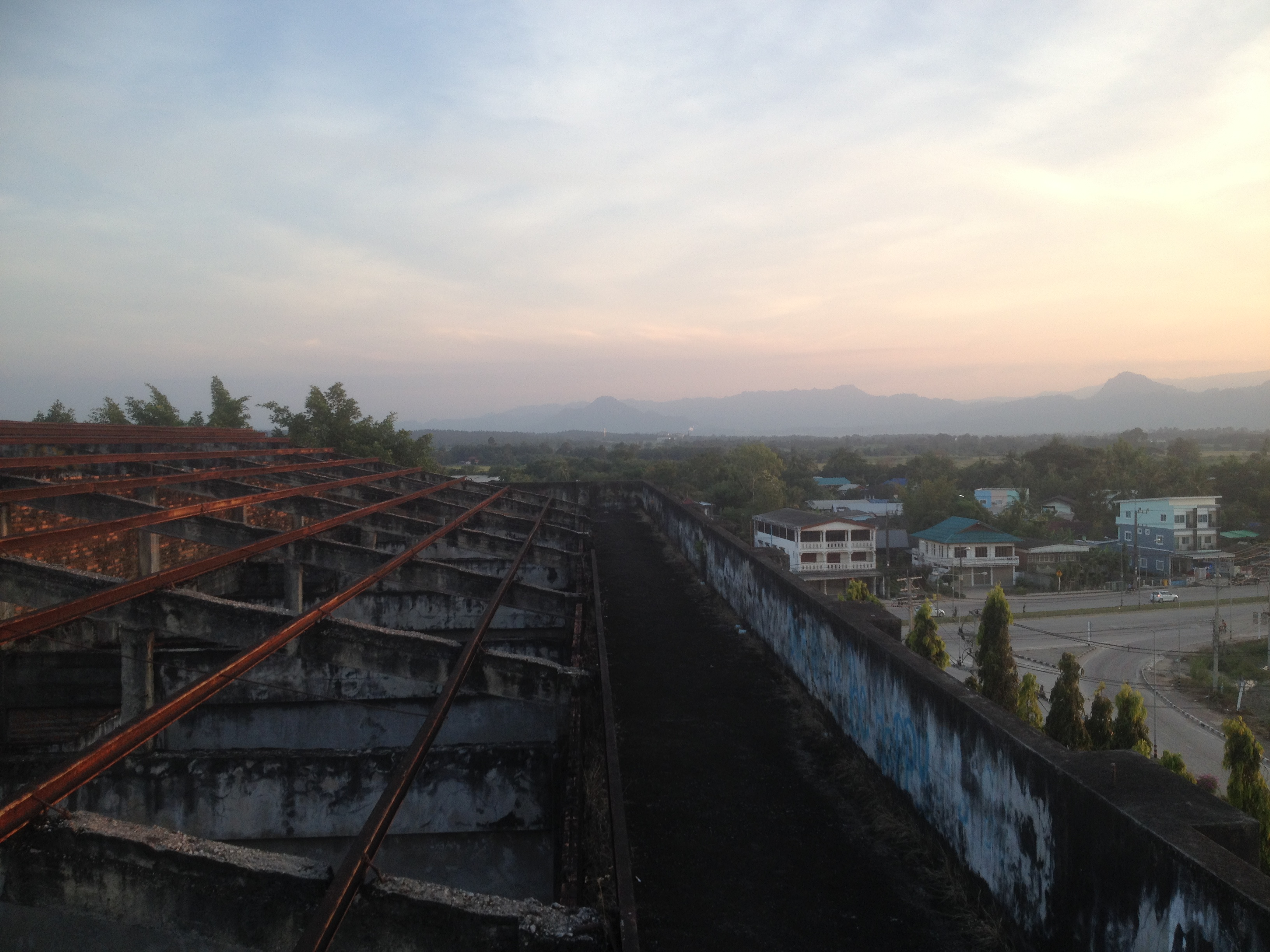
Verlaten hotel aan de rand van de stad